# 마르도니오스
마르도니오스(그리스어: Μαρδόνιος, ? ~ 기원전 479년)는 기원전 5세기 초에 페르시아 전쟁 당시 페르시아 제국 군 사령관이었다.
마르도니오스는 페르시아 귀족 고브리야스의 아들이었다. 고브리야스는 아케메네스 제국의 왕자 다리우스 1세가 왕이 되는 것을 도왔다. 다리우스는 고브리야스의 딸과 결혼하였고 고브리야스는 다리우스의 누이와 결혼하였다. 마르도니오스는 다리우스 1세의 딸 아토로스트라와 결혼하여 사위가 되었다.
다리우스는 마르도니오스를 그의 장군으로 임명하였다. 그리고 이오니아 반란 이후 기원전 492년 그를 보내 아테네를 이오니아를 도운 것에 대해 처벌하였다. 아테나이로 가는 중에 그는 이오니아 도시에서 페르시아 독재자를 폐위하는데 군대를 사용하였고 민주 정부를 세웠다. 그것은 당시 그리스를 놀라게 한 조치였다. 사학자들은 이 조치가 페르시아 군이 통과한 후에 반란을 방지하려한 것으로 보고 있다. 그의 함대와 군대는 그 후 헬레스폰토스 해협을 통과하였다.
페르시아의 그리스 공격의 첫 희생은 타소스였다. 그곳은 그리스 섬으로 많은 광산이 있었다. 그곳은 아케메네스 제국의 소속이 되었다. 해군과 군대는 마케도니아 왕국으로 진군하였는데 그곳은 곧 페르시아 제국에 병합되었다.
그러나 이들 승리 후에 마르도니오스의 함대는 아토스 산 근처의 해안에서 폭풍에서 파괴되었고 헤로도토스에 따르면 페르시아는 300척의 배와 병력 2만을 잃었다. 이후 마르도니오스는 트라키아의 전투에서 군대를 지휘하였다. 마르도니오스가 전투에서 부상당하였지만 그는 승리하였다. 그러나 함대의 손실은 소아시아로의 후퇴를 의미하였다.
그는 다리우스에 의해 면직되었는데 그는 다티스와 아타퍼네스를 기원전 490년에 그리스 침공군을 이끌도록 임명하였다. 그들은 낙소스를 함락시키고 에레트리아를 파괴하였지만 마라톤 전투에서 격파되었다.
마르도니오스는 다리우스의 후계자이며 그의 조카이자 사촌인 크세르크세스 1세의 호의로 복직하였다. 크세르크세스는 처음에는 그리스와 다시 전쟁하는 것에 관심이 없었지만 마르도니오스가 반복적으로 그에게 다리우스의 패배를 보복하여야 한다고 확신시켰다.
이 관점은 크세르크세스의 조언자 아르타바누스에 의해 반대되었고 그는 문제에 더욱 주의할 것을 강요하였다. 헤로도토스는 마르도니오스를 악당 조언자로 그렸는데 그가 단지 그리스의 사트라프(태수)가 되기를 원하였다고 한다.
그는 테르모퓔라이 전투에 참여히였고 살라미스 해전에서의 페르시아의 패배한 이후 크세르크세스를 다른 전투에 지속하기를 권하였다. 이번에는 마르도니오스는 크세르크세스를 설득할 수 없었다. 그러나 크세르크세스가 떠날 때 그는 페르시아에 의해 정복된 그리스 일부지방의 총독이 되었다.
그는 당시 알렉산드로스 1세가 다스리던 마케도니아 왕국을 병합하였지만 알렉산드로스 자신은 마르도니오스의 계획에 관한 중요한 정보를 아테나이에 넘겼다. 그리스인으로서 그는 그리스가 노예화되는 것을 참을 수 없다고 하였다. 그 후 마르도니오스는 아테나이를 약탈하였고 아테나이는 살라미스 해전 이전에 버려졌다.
그는 아테나이에 돌아올 것을 제안하였고 아테나이를 재건하는 것을 돕기로 하였지만 아테나이인들은 다른 전투를 준비하였다.
마르도니오스는 다른 페르시아 장군의 만류에도 전투 준비를 하다가 플라타이아이 전투에서 마르도니오스는 압도적이 수적인 우세에도 불구하고 패배해 전사했다.

## 같이 보기
- 마라톤 전투